# Динамо-Ауто
„Динамо-Ауто“ (на молдовски: Dinamo-Auto Tiraspol) е молдовски футболен клуб от град Тираспол. Домакиниските си мачове играе в село Терновка на спортния комплекс „Динамо-Ауто“ с капацитет 1300 зрители. Отборът играе в Националната дивизия на Молдова на Молдова. Клубът е основан през 24 юли 2009 година

## Успехи
- Национална дивизия на Молдова:
  - 5-о място (1): 2015/16
- Купа на Молдова:
  - 1/2 финал (2):: 2017, 2018
- Дивизия Б (Север): (3 ниво)
  -  Победител (1): 2009/10

Междуародни
- Балчик Къп:
  -  Носител (1): 2015